# Bembidion colvillense
Bembidion colvillense är en skalbaggsart som beskrevs av Carl Hildebrand Lindroth. Bembidion colvillense ingår i släktet Bembidion och familjen jordlöpare. Inga underarter finns listade i Catalogue of Life.